# Ahaetulla dispar
Ahaetulla dispar е вид влечуго от семейство Смокообразни (Colubridae). Видът е почти застрашен от изчезване.

## Разпространение
Разпространен е в Индия (Керала и Тамил Наду).